# Chay (Name)
Chay ist ein männlicher Vorname aus dem Vereinigten Königreich, eine Kurzform des Vornamens Charles. 
Der Name ist keltischen Ursprungs und bedeutet wörtlich: Gottes Geschenk, Leben und Mannsbild (engl.: God’s Gift, Life and Man). Chay wird verstanden als Verniedlichung des Namens Charles. Einem breiteren Publikum wurde der Name Mitte der 1970er Jahre durch den schottischen Segler Chay Blyth bekannt.